# Věra Špinarová
Věra Špinarová (Pohořelice, 1951. december 22. – Prága, 2017. március 26.) cseh énekesnő.

## Életrajza
Hétéves korában szüleivel Ostravába költözött, hatévesen hegedülni tanult. 16 éves volt, amikor már a Flamingo együttessel lépett fel. Első nagylemeze 1972-ben jelent meg.
Nagy hatással volt rá Janis Joplin és Tina Turner. Ez érezhető volt zenéjén is, bár a diszkó korszakában énekelt diszkó zenét később erősebb, rockosabb dalokra váltott. Špinarová hazája leghíresebb énekesnője volt, főleg miután 1979-ben feldolgozta Mireille Mathieu - Un jour tu reviendras c. dalát. Ezt a Youtubeon is közel 4 millióan hallgattak meg 2016-ig. Az énekesnő ezzel a dallal ismét felkapott lett Csehországban, és ez sosem hagyott alá. Nem voltak botrányai, így a címlapokon a sikerein kívül nem sok szaftos pletykával tudott szolgálni róla a nagyérdeműnek a média. Idősebb korára picit elhízott, ez zavarta, ezért 2016-os lemezén nem engedte, hogy teljes alakos képet fotózzanak róla. 2017-ben részt vett volna a The Voice mentoraként, ám korai halála miatt sajnos ezt már nem tudta befejezni. Élete során több mint 30 lemezt adott ki ami Cseh és világviszonylatban is nagyon soknak számít, továbbá 21 válogatáslemezt is kiadtak a neve alatt, és 311 kislemezt. Karrierje szépen ívelt felfelé és sosem hagyott alá. A rádiók sűrűn adták dalait Cseh- és Lengyelországban.

## Magánélete
1972-ben kötött házasságot Ivo Pavlikkal, fiuk, Adam 1974-ben született. 1984-ben elváltak. Második férje Vítězslav Vávra énekes és dobos volt. Fia nem tört zenei pályára, civil munkát választott. Az énekesnő élete botrányoktól mentes volt, így sosem tudtak róla cikkezni a cseh újságok őt kritizáló sorokat, kivéve 2016-ban, amikor alkohol- és gyógyszerfüggőséggel vádolták. Špinarová nem sokkal ezután riportot adott (ezen riport megtekinthető a YouTube-on is), de nem akart válaszolni ezekre a vádakra, ami miatt egyre többen úgy vélték, hogy igazak.
Két férje között több zenésszel is folytatott romantikus viszonyt, de ezeket csak idősebb korára hozta nyilvánosságra. Sokszor kérték, írjon könyvet az életéről, de nem írt.

## Halála
Halála sokként érte a cseheket. Főleg mert halála napján épp telt házas koncertet adott. A koncert után a taxiban rosszul lett, de mielőtt szólni tudott volna a taxisnak, hogy hívjon hozzá mentőt leállt a szíve. A kiérkező mentők megállapították, hogy már halott volt, amikor kiérkeztek hozzá, s bár életét próbálták megmenteni, kórházba is szállították, sajnos a szíve feladta. Háza elé több száz mécsest, és virágot vittek másnap a rajongói, a teljes cseh média kisebb sokkhatás alá került. Azt beszélik, ivott, és gyógyszert is vett be a koncertek előtt az elmúlt években, mert kisebb elhízása miatt nem érezte jól magát a bőrében. 65 éves volt.

## Lemezei
- 1972 Andromeda
- 1976 Životopis
- 1979 Věra Špinarová 3
- 1982 Meteor lásky
- 1984 Stíny výsluní
- 1985 Věra Špinarová & Speciál '85
- 1986 Věra Špinarová 7
- 1989 Jednoho dne se vrátiš (válogatás)
- 1993 ... a pořád tě mám ráda
- 1994 Já si broukám
- 1996 Když se láskám stýská
- 1996 Andromeda
- 2000 Největší hity (válogatás)
- 2001 Za vše můžu já
- 2002 Největší hity 2 (válogatás)
- 2003 Věra Špinarová 1 Jednoho dne se vrátíš (válogatás)
- 2003 Věra Špinarová 2 Letní ukolébavka (válogatás)
- 2004 To nejlepší (válogatás)
- 2005 Čas můj za to stál
- 2005 Když se láskám stýská
- 2011 Jednoho dne se vrátíš/Zlatá kolekce (3 CD, válogatás)

## Külső hivatkozások
- Hivatalos weboldala Archiválva 2017. március 28-i dátummal a Wayback Machine-ben

## Fordítás
- Ez a szócikk részben vagy egészben a Věra Špinarová című cseh Wikipédia-szócikk ezen változatának fordításán alapul.  Az eredeti cikk szerkesztőit annak laptörténete sorolja fel. Ez a jelzés csupán a megfogalmazás eredetét és a szerzői jogokat jelzi, nem szolgál a cikkben szereplő információk forrásmegjelöléseként.